# Municipio de Coyutla
El municipio de Coyutla es uno de los 212 municipios en que se encuentra dividido el estado mexicano de Veracruz de Ignacio de la Llave. Su cabecera es la población de Coyutla.

## Geografía
El municipio se encuentra localizado en la norte del estado de Veracruz, en la Región Totonaca y en los límites con el estado de Puebla. Tiene una extensión territorial de 234 723 kilómetros cuadrados que representan el 0.32 % de la extensión total de Veracruz. Sus coordenadas geográficas extremas son 20°12′ - 20°28′ de latitud norte y 97°34′ - 97°46′ de longitud oeste, y su altitud va de un mínimo de 80 a un máximo de 600 metros sobre el nivel del mar.
El municipio de Coyutla tiene límites territoriales al este con el municipio de Coatzintla, el municipio de Espinal y el municipio de Coxquihui, al sur con el municipio de Chumatlán y el municipio de Mecatlán, y al suroeste con el municipio de Filomeno Mata y el municipio de Coahuitlán. Al oeste y norte limita con el estado de Puebla, específicamente con el municipio de Zihuateutla, el municipio de Xicotepec, el municipio de Jalpan y el municipio de Venustiano Carranza.

## Demografía
De acuerdo a los resultados del Censo de Población y Vivienda de 2020 realizado por el Instituto Nacional de Estadística y Geografía, la población total del municipio de Coyutla asciende a 23 096 personas, de las que 11 955 son mujeres y 11 141 son hombres.
La densidad poblacional es de 92.97 habitantes por kilómetro cuadrado.

### Localidades
El municipio incluye en su territorio un total de 41 localidades. Las principales, considerando su población del censo de 2020 son:
| Localidad         | Población |
| Total Municipio   | 23 096    |
| Coyutla           | 9 113     |
| Las Lomas         | 1 986     |
| La Chaca          | 1 813     |
| Colonia Guadalupe | 1 484     |
| El Panorama       | 1 191     |
| Chicualoque       | 1 181     |

## Política

### Representación legislativa
Para la elección de diputados locales al Congreso de Veracruz y de diputados federales a la Cámara de Diputados federal, el municipio de Coyutla se encuentra integrado en los siguientes distritos electorales:
Local:
- Distrito electoral local de 6 de Veracruz con cabecera en Papantla de Olarte.[6]

Federal:
- Distrito electoral federal 6 de Veracruz con cabecera en Papantla de Olarte.[7]